# Liste der Kulturdenkmale in Zeißig
In der Liste der Kulturdenkmale in Zeißig sind die Kulturdenkmale des Ortsteils Zeißig der sächsischen Stadt Hoyerswerda verzeichnet, die bis August 2017 vom Landesamt für Denkmalpflege Sachsen erfasst wurden (ohne archäologische Kulturdenkmale). Die Anmerkungen sind zu beachten.
Zeißig ist ein Straßenangerdorf mit gewannartiger Streifenflur. Auf Plänen aus dem 18. Jahrhundert (Schenk und Adam Friedrich Zürner, Karte der Oberlausitz, 1759) ist Zeißig ein Ort mit Vorwerk und zeitweise einer Herren-Schäferei. Das Dorf besitzt einen breiten und langen Dorfanger, der an seinem nördlichen Ende einen Abschluss mit vier Höfen erkennen lässt. Zeißig wurde 1996 Hoyerswerda eingemeindet.

## Liste der Kulturdenkmale in Zeißig
| Bild | Bezeichnung | Lage                              | Datierung                                                                | Beschreibung | ID       |
| ---- | --- | --------------------------------- | ------------------------------------------------------------------------ | --- | -------- |
|      | Zwei Seitengebäude (mit Oberlaube) und Scheune eines Bauernhofs                                                                  | Bautzener Straße 18 (Karte)       | Bezeichnet mit 1768 (Scheune); 1. Hälfte 19. Jahrhundert (Seitengebäude) | Der Bauernhof befindet sich außerhalb des Straßenangers an der den Ort östlich tangierenden Straße nach Bautzen. Es handelt sich um einen alten Bauernhof, der mit seinen Bauten authentisch erhalten ist. Unter Schutz stehen zwei Seitengebäude, die im Winkel aneinandergebaut sind. Beide weisen im Obergeschoss Fachwerk mit einer Oberlaube auf, wobei das eine mit Durchfahrt in den Hof versehen ist. Ebenfalls unter Schutz die Scheune in Schrotholz als eine der wenigen verbliebenen regionaltypischen Bauten dieser Bauart. Das in seltener Originalität erhaltene Anwesen ist Zeugnis bäuerlichen Lebens und Wirtschaftens in vergangenen Zeiten und zeugt zudem von einer alten Bauweise. Deshalb bestehen eine baugeschichtliche und eine wirtschaftsgeschichtliche Bedeutung. | 08975621 |
|      | Sühnestein im Garten | Bautzener Straße 20 (bei) (Karte) | 15./16. Jahrhundert                                                      | Der Sühnestein mit eingeritztem Kreuz ist recht klein und eher unscheinbar. Trotzdem legt er Zeugnis von einer sehr alten Tradition ab, bei der mit einem Stein oder einem Kreuz an ein trauriges Ereignis gemahnt wird. Deshalb ist der Stein geschichtlich und ortsgeschichtlich von Bedeutung. | 08975821 |
|      | Denkmal für die Gefallenen des Ersten und Zweiten Weltkrieges                                                                    | Dorfaue (Karte)                   | Nach 1918                                                                | Das Denkmal für die Gefallenen des Ersten und Zweiten Weltkrieges wurde an zentraler Stelle auf dem Dorfanger aufgestellt. Es besteht in einem dreifach abgestuften Sockel, einem Podest mit der Aufschrift Gemeinde Zeißig und einer sich nach oben verjüngenden Stele mit einer weiteren erklärenden Aufschrift. Es ist ortsgeschichtlich von Bedeutung. | 08975701 |
|      | Bauernhof mit Wohnhaus, Seitengebäude und Scheune sowie Hofmauer                                                                 | Dorfaue 11 (Karte)                | Um 1870                                                                  | Es handelt sich um einen alten Bauernhof in der geschlossen mit Höfen besetzten langen Südostseite des Angers, die in der baulichen Struktur völlig ursprünglich erhalten ist. Die eingeschossigen Wohnhäuser und Nebengebäude weisen mit dem Giebel zum Anger (Wohnhausgiebel in aufwendiger Gestaltung) und grenzen mit der hinten liegenden Scheune und der vorderen Hofmauer einen Hof ein. Die Bauten sind meist aneinandergebaut. Der Hof ist gleichermaßen aufgebaut und ohne größere Veränderung überkommen. Unter Schutz stehen Wohnhaus, Seitengebäude, Scheune sowie Hofmauer, alle Gebäude eingeschossig in Backstein, am Seitengebäude nach außen eine Schleppe. Das Anwesen ist Zeugnis bäuerlichen Lebens und Wirtschaftens vergangener Zeiten. In Aufbau und Material Backstein zeugen Hof und Bauten von der Bauweise der Region. Es besteht ein baugeschichtlicher Wert. | 08975699 |
|      | Wohnhaus, Auszugshaus und Scheune eines Dreiseithofes                                                                            | Dorfaue 30 (Karte)                | 19. Jahrhundert                                                          | Es handelt sich um einen alten Bauernhof am Nordwestende des Angers, der mit vier Höfen besetzt ist, die in der baulichen Struktur recht ursprünglich erhalten sind. Der Hof ist wie die meisten anderen Höfe aufgebaut. Wohnhaus mit Backsteingiebel und Nebengebäude sind eingeschossig, in Backstein und weisen mit dem Giebel zum Anger. Dabei grenzen sie mit der hinten liegenden Scheune und dem Hoftor einen Hof ein. Unter Schutz stehen Wohnhaus und Seitengebäude. Das Anwesen ist Zeugnis bäuerlichen Lebens und Wirtschaftens vergangener Zeiten. In Aufbau und Material Backstein zeugen Hof und Bauten von der Bauweise der Region auch in baugeschichtlicher Hinsicht. | 08975706 |
|      | Bauernhof mit Wohnhaus (mit Durchfahrt) und zwei Seitengebäuden (ein Bestandteil des Hofes auch die Scheune Nr. 31a, siehe dort) | Dorfaue 31 (Karte)                | 1875                                                                     | Es handelt sich um einen alten Bauernhof am Nordwestende des Angers, der mit vier Höfen besetzt ist, die in der baulichen Struktur recht ursprünglich erhalten sind. Der Hof ist etwas anders als die meisten anderen Höfe aufgebaut. Hier weisen nicht Wohnhaus und Nebengebäude mit dem Giebel zum Anger, vielmehr erstreckt sich das Wohnhaus mit voller Länge in der Traufseite entlang des Angers, es ist auch nicht wie üblich ein-, sondern zweigeschossig. Eine große Durchfahrt gewährleistet die Einfahrt in den Hof. Wie bei den anderen Höfen auch grenzen die Seitengebäude und die hinten quer angeordnete Scheune einen Hof ein und als Baumaterial fand aber Backstein Verwendung. Die Seitengebäude sind eingeschossig. Unter Schutz stehen das Wohnhaus mit erwähnter Durchfahrt und zwei Seitengebäude. Das Anwesen ist Zeugnis bäuerlichen Lebens und Wirtschaftens vergangener Zeiten. Zum Hof gehört auch die Scheune Nummer 31a. Diese ist parallel neben die den Hof schließende Scheune gesetzt. In Aufbau und Material Backstein zeugen Hof und Bauten von der Bauweise der Region auch in baugeschichtlicher Hinsicht. Ab den 1980er Jahren leer stehend, seit 2000 Sitz des Kulturvereins Zeißig e. V. und als Erlebnishof genutzt, 2006–2007 saniert. | 08975703 |
|      | Plastik „LPG-Bauer“ | Dorfaue 31 (gegenüber) (Karte)    | 1960                                                                     | Die Plastik „LPG-Bauer“ wurde vom Hoyerswerdaer Stadt-Bildhauer Jürgen von Woyski geschaffen. Sie ist aus Bronze und zeigt einen selbstbewusst aufrecht, dabei breitbeinig dastehenden Bauern mit rundem Kopf und kurzen Haaren, der mit seinen kräftigen verschränkten Armen Früchte umfängt. Der Mann trägt Gummistiefel, in die die Hosen gesteckt sind, und einen kurzen Kittel, es könnte auch ein längeres Hemd sein. Die 1960 geschaffene Plastik ist künstlerischer Ausdruck ihrer Zeit, dabei durchaus realistisch, aber in ihrer Gestaltung komprimiert und auf wesentliches und aussagekräftiges reduziert. Sie zeugt vom Anspruch und der hohen Innovationskraft des Jürgen von Woyski. Sie ist künstlerisch von Bedeutung. Bis 2006 stand die Plastik bei der Bautzener Straße 36 in Zeißig. | 09304337 |
|      | Scheune eines Bauernhofes (ursprünglich Bestandteil des Bauernhofs Nr. 31, siehe dort)                                           | Dorfaue 31a (Karte)               | Nach 1900                                                                | Verputzter Massivbau, wirtschaftsgeschichtlich von Bedeutung, siehe Dorfaue 31 | 08975704 |
|      | Schrotholzscheune | Dorfaue 36 (Karte)                | 19. Jahrhundert                                                          | Etwas östlich vom Dorfanger befindet sich der Hof Nummer 36. Unter Schutz steht hier nur die Schrotholzscheune. Die anderen Bauten sind neu oder stark erneuert. Die Scheune in Schrotholz ist eine der wenigen verbliebenen regionaltypischen Bauten dieser Bauart. Sie hat eine hohe baugeschichtliche Bedeutung und besitzt singulären Wert. | 08975705 |
|      | Wohnhaus (mit Durchfahrt) und zwei Seitengebäude eines Bauernhofes                                                               | Dorfaue 40 (Karte)                | Um 1850                                                                  | Es handelt sich um einen alten Bauernhof in der langen Nordostseite des Angers, die nie vollständig bebaut war, sondern nur mit den vier Höfen im mittleren Teil, die es bis heute gibt. In der baulichen Struktur sind diese Höfe recht ursprünglich erhalten. Der Hof ist etwas anders als die meisten anderen Höfe aufgebaut. Hier weisen wie bei Nummer 31 nicht Wohnhaus und Nebengebäude mit dem Giebel zum Anger, vielmehr erstreckt sich das Wohnhaus mit voller Länge in der Traufseite entlang des Angers. Es ist auch nicht wie üblich ein-, sondern mit hohem Drempel anderthalbgeschossig. Eine große Durchfahrt gewährleistet die Einfahrt in den Hof. Wie bei den anderen Höfen grenzen die Seitengebäude einen Hof ein und als Baumaterial fand Backstein Verwendung, der eine besondere Materialästhetik aufweist. Eine hinten quer angeordnete Scheune fehlt, wurde wahrscheinlich abgerissen. Die Seitengebäude sind eingeschossig. Das Anwesen ist Zeugnis bäuerlichen Lebens und Wirtschaftens vergangener Zeiten. In Aufbau und Material Backstein zeugen Hof und Bauten von der Bauweise der Region auch in baugeschichtlicher Hinsicht. | 08975700 |
|      | Seitengebäude eines Bauernhofes                                                                                                  | Klein Zeißig 1 (Karte)            | 2. Hälfte 19. Jahrhundert                                                | Klein Zeißig ist ein kleiner Ort, welcher wohl näher an Kühnicht denn an das südlichere Groß Zeißig herangerückt liegt. Das Dorf besteht aus nur einer Straße, die zudem nur einhüftig bebaut ist. Klein Zeißig 1 ist ein nach vier Seiten geschlossener Bauernhof, wobei auf Grund von Veränderungen nur das Seitengebäude unter Schutz steht. Selbiges ist in Backstein errichtet und eingeschossig mit Drempel. Die Gliederung entspricht dem althergebrachten Schema. Die beiden Fenster im Giebel sind dekorativ mit rundem Bogen ausgebildet. Das Haus ist als Bestandteil eines alten Hofes und in seiner Originalität von ortsgeschichtlicher und baugeschichtlicher Bedeutung. | 08975707 |
|      | Busdepot | Straße B 8 (Nr. 8) (Karte)        | 1961–1962                                                                | Das Industriegelände Zeißig entstand gleichzeitig mit der Hoyerswerdaer Neustadt. Die Nummer 8 ist das Busdepot, welches aus vier aneinandergebauten Hallen in Stahlbeton besteht. Dabei überspannt die Dachkonstruktion in flachen Bögen eine große Fläche, jeweils sieben Sattelsheds pro Halle sorgen für eine gleichmäßige Beleuchtung. Doch nicht nur konstruktiv, sondern auch formal sind die Hallen äußerst anspruchsvoll gestaltet. Da diese Hallenkonstruktion nur noch in Rostock, Schwarze Pumpe und Lauchhammer ausgeführt wurde, besteht ein singulärer Wert. Außerdem ist das Busdepot nicht nur baugeschichtlich, sondern als Zeugnis des städtischen Nahverkehrs auch verkehrs- bzw. technikgeschichtlich von Bedeutung. | 08975740 |

## Tabellenlegende
- Bild: Bild des Kulturdenkmals, ggf. zusätzlich mit einem Link zu weiteren Fotos des Kulturdenkmals im Medienarchiv Wikimedia Commons. Wenn man auf das Kamerasymbol klickt, können Fotos zu Kulturdenkmalen aus dieser Liste hochgeladen werden:
- Bezeichnung: Denkmalgeschützte Objekte und ggf. Bauwerksname des Kulturdenkmals
- Lage: Straßenname und Hausnummer oder Flurstücknummer des Kulturdenkmals. Die Grundsortierung der Liste erfolgt nach dieser Adresse. Der Link (Karte) führt zu verschiedenen Kartendiensten mit der Position des Kulturdenkmals. Fehlt dieser Link, wurden die Koordinaten noch nicht eingetragen. Sind diese bekannt, können sie über ein Tool mit einer Kartenansicht einfach nachgetragen werden. In dieser Kartenansicht sind Kulturdenkmale ohne Koordinaten mit einem roten bzw. orangen Marker dargestellt und können durch Verschieben auf die richtige Position in der Karte mit Koordinaten versehen werden. Kulturdenkmale ohne Bild sind an einem blauen bzw. roten Marker erkennbar.
- Datierung: Baubeginn, Fertigstellung, Datum der Erstnennung oder grobe zeitliche Einordnung entsprechend des Eintrags in der sächsischen Denkmaldatenbank
- Beschreibung: Kurzcharakteristik des Kulturdenkmals entsprechend des Eintrags in der sächsischen Denkmaldatenbank, ggf. ergänzt durch die dort nur selten veröffentlichten Erfassungstexte oder zusätzliche Informationen
- ID: Vom Landesamt für Denkmalpflege Sachsen vergebene, das Kulturdenkmal eindeutig identifizierende Objekt-Nummer. Der Link führt zum PDF-Denkmaldokument des Landesamtes für Denkmalpflege Sachsen. Bei ehemaligen Kulturdenkmalen können die Objektnummern unbekannt sein und deshalb fehlen bzw. die Links von aus der Datenbank entfernten Objektnummern ins Leere führen. Ein ggf. vorhandenes Icon  führt zu den Angaben des Kulturdenkmals bei Wikidata.